# 일반참하

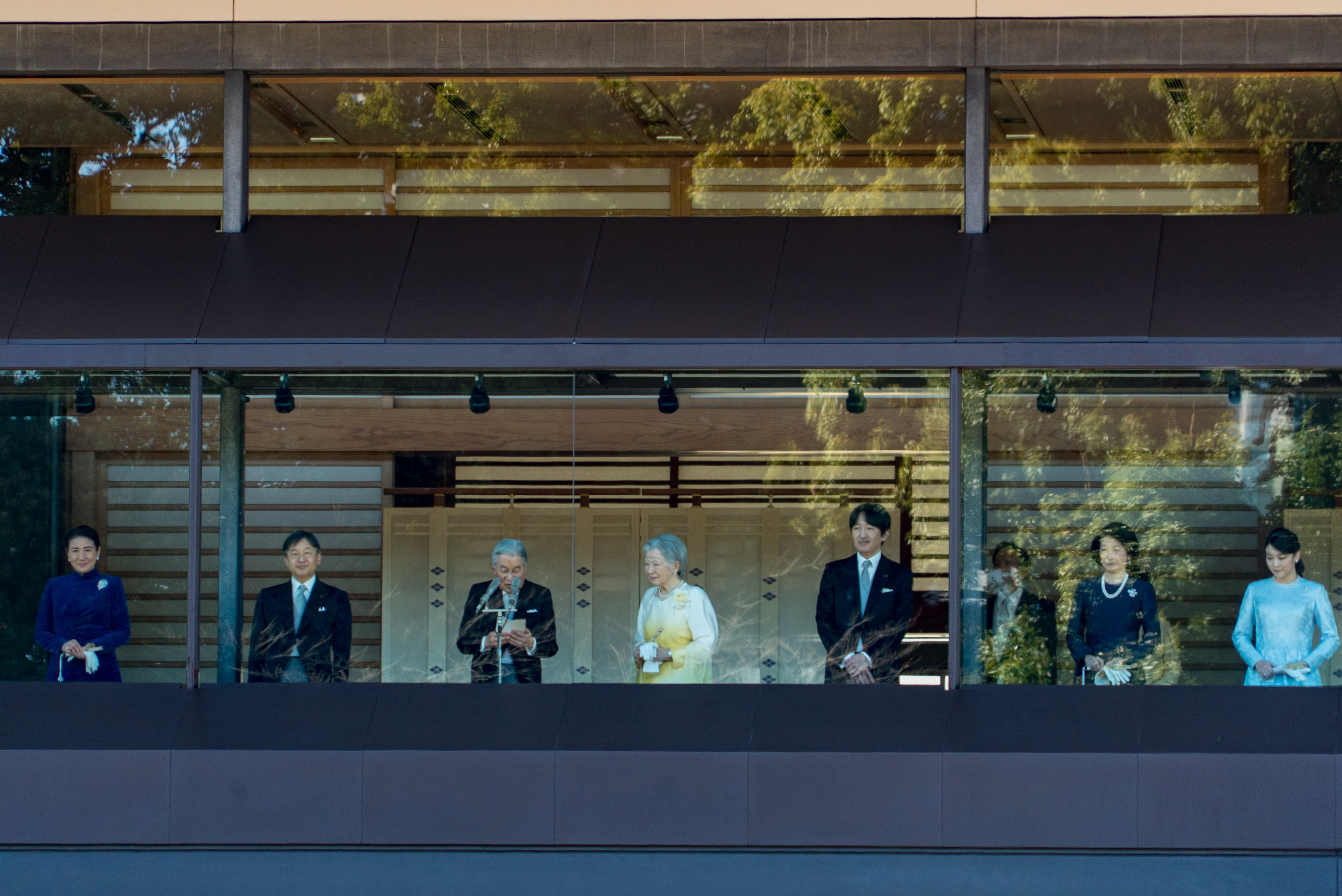
2018년 1월 2일의 신년 일반참하

일반참하(일본어: 一般参賀, いっぱんさんが)는 일본 황실의 행사로, 매년 1월 2일과 천황탄생일에 일본 황실이 고쿄에 일반인을 초대하는 것을 말한다.

## 역사
일반참하가 시작된 것은 1948년 1월 1일이다. 당시의 일반참하는 참가자들이 고쿄 정문으로 들어와 정문 안의 철교 부근에 마련된 기장소에서 서명을 한 후, 니시노마루를 지나 사카시타몬을 통해 퇴장하는 것이었다. 원래는 니주바시에서 서명을 받고 정문에서 퇴장하기로 했으나, 예상보다 많은 인원이 참가하여 그 내용을 변경한 것이다. 당시 시간은 오후 12시부터 4시까지 총 4시간이었다.
이때는 천황을 비롯한 황족들은 나오지 않았으며, 다만 쇼와 천황이 궁내청 청사 옥상에서 이 모습을 지켜보고 있었다고 한다. 한편 신도학자 다카모리 아키노리(高森明勅)에 의하면, 쇼와 천황이 궁내청 옥상에서 이를 지켜봤다는 사실이 국민들에게 퍼졌고, 이후 일반참하의 형태가 궁내청 청사에서 만세를 부르는 국민들에게 천황이 답례를 하는 형식으로 변하게 된 것이라고 한다.

## 일반참하의 종류
일반참하에는 신년 일반참하(新年一般参賀)와 천황탄생일 일반참하(天皇誕生日一般参賀)의 두 종류가 있다.

### 신년 일반참하
매년 1월 2일 고쿄에서 개최되며, 천황과 황후에게 일반참하에 참가한 국민들이 신년 축하를 하는 행사이다. 천황과 황족들은 고쿄 내 쵸와덴(長和殿) 발코니에서 참가자들의 축하를 받으며, 이때 천황은 참가자에게 신년 축사를 한다. 신년 일반참하의 참가자들은 고쿄 정문으로 입장하며, 궁궐 동정에서 천황 및 황족들에게 신년 축하를 한 후 퇴장한다.
신년 일반참하는 1948년 1월 1일에 시작되었고, 쇼와 천황과 고준 황후가 궁내청 청사 중앙 현관 위의 발코니에 등장한 것은 1951년 1월 1일부터이다. 1953년부터 사정에 의해 개최일이 1월 2일로 변경되었으며, 새 궁전 조성을 위해 일시 중단되기도 하였다가 1969년부터 재개되었다. 한편 1990년에는 쇼와 천황의 사망을 이유로 개최하지 않았다.
1991년 이후 신년 일반참하에는 천황과 황족들이 총 7회에 걸쳐 국민들의 축하를 받았으나, 2009년부터 5회로 줄었다.

### 천황탄생일 일반참하
매년 천황탄생일에 고쿄에서 개최되며, 천황이 자신의 생일에 참가자들의 축하를 받는 행사이다. 대체적인 형태는 신년 일반참하와 동일하나, 오후의 일반참하에는 궁전 내의 축하 행사로 인해 황족들이 나오지 않는다. 이때 오후에 참가한 참가자들은 사카시타몬으로 들어와 궁내청 청사 앞에서 서명을 하거나 명함을 제출한 후 퇴장하게 된다.
천황탄생일 일반참하는 1948년 4월 29일에 시작되었고, 이 역시 쇼와 천황이 이 모습을 궁내청 청사 옥상에서 지켜봤다고 한다. 이후 1950년 4월 29일부터 쇼와 천황과 고준 황후가 직접 등장하기 시작하였고, 궁전 조성을 위해 일시 중단되었다가 1969년부터 재개되었다.
한편 1989년 현재의 아키히토 천황이 즉위하면서 천황탄생일 축하행사 및 일반참하는 12월 23일로 변경되었다. 단 1989년에는 쇼와 천황의 사망으로, 1990년에는 11월 18일 아키히토 천황의 즉위 기념 일반참하 개최로, 1996년에는 천황탄생일 직전에 발생한 주페루 일본 대사관 인질 사건으로, 2020년에는 코로나19 확산으로 각각 개최되지 않았다.

## 사건
- 1954년 1월 2일 신년 일반참하에 약 38만여 명의 인파가 몰리면서, 오후 2시 20분 경 니주바시 위에서 압사 사고가 일어났다. 이 때 16명이 사망하고 65명이 중경상을 입었으며, 경시청과 고쿄 경찰본부는 현장 정리를 제대로 하지 못 한 책임을 물어 9명에게 징계 처분을 내렸다. 이를 "니주바시 사건(二重橋事件)이라고 한다.[8][9]
- 1969년 1월 2일 신년 일반참하에 참가했던 참가자 중 1명이 쇼와 천황을 향해 작은 쇠공을 쏘는 사건이 일어났으며(쇼와 천황 파칭코 저격사건), 당시 쇼와 천황은 무사했다.[10] 한편 이 사건으로 이듬해 신년 일반참하부터 방탄유리가 설치되어 천황과 황족들을 보호하게 되었다.[11]

## 사진

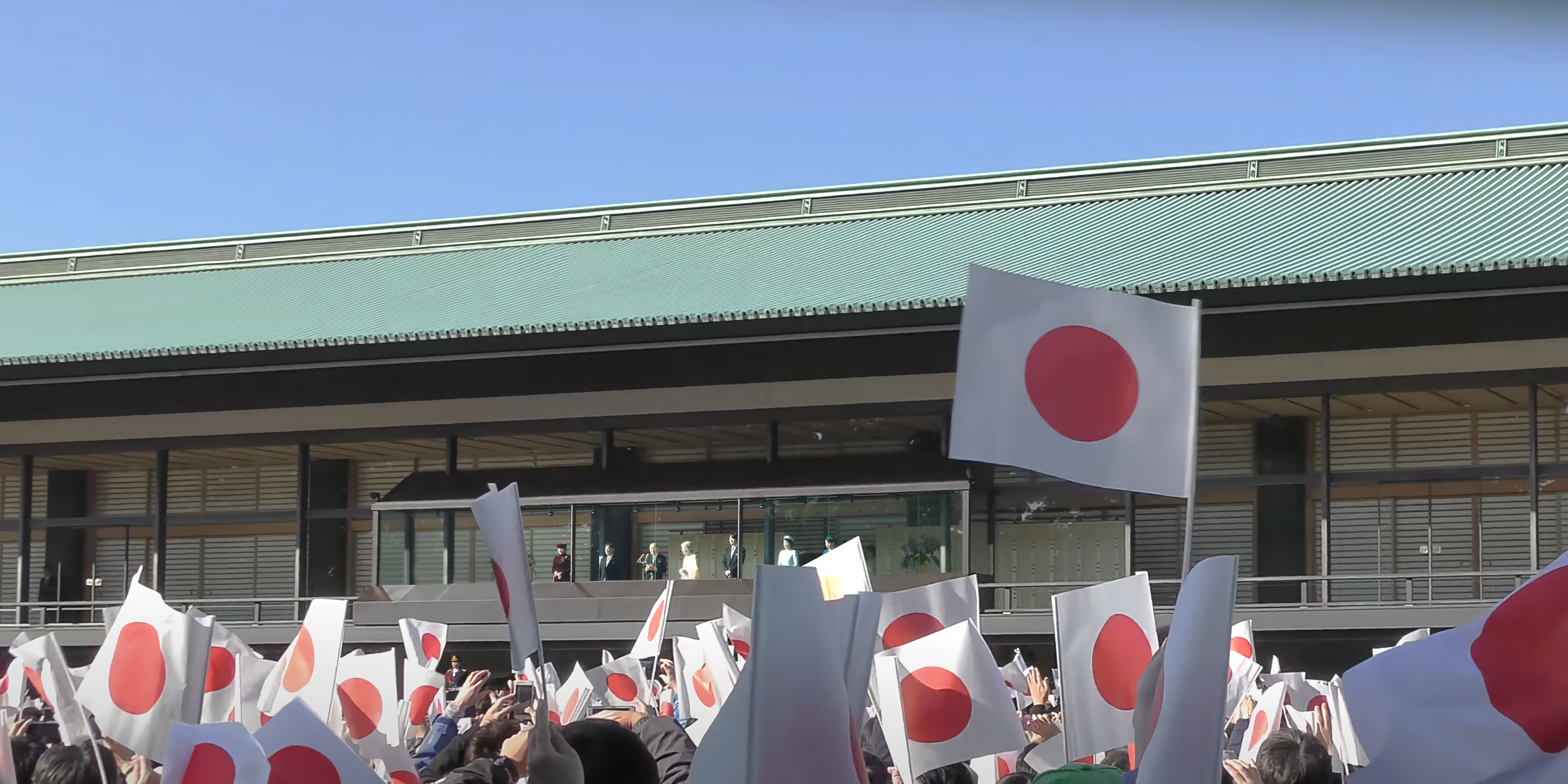
2017년 천황탄생일 일반참하에 참가한 일반인들
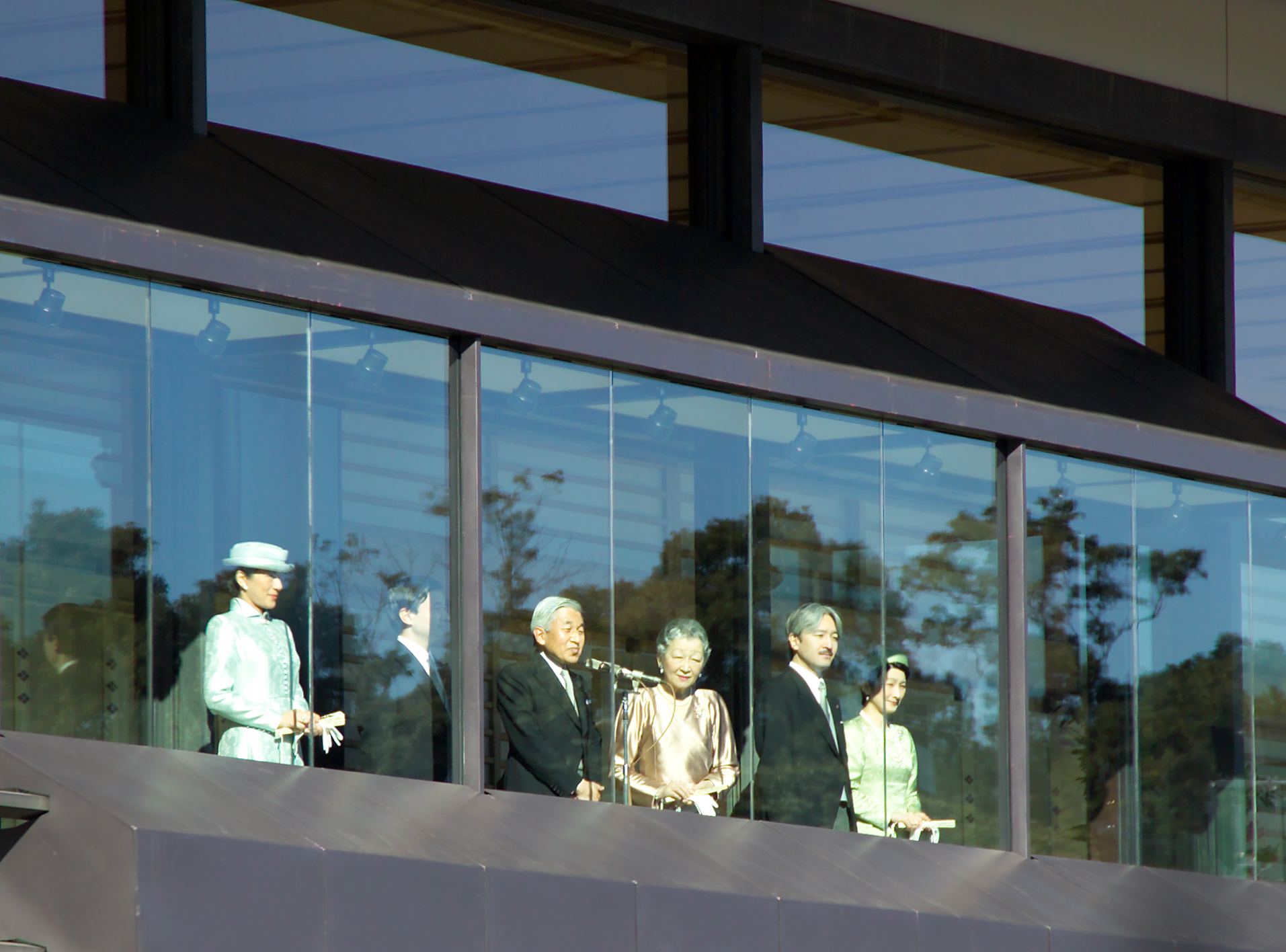
2005년 천황탄생일 일반참하에 등장한 천황과 황족들
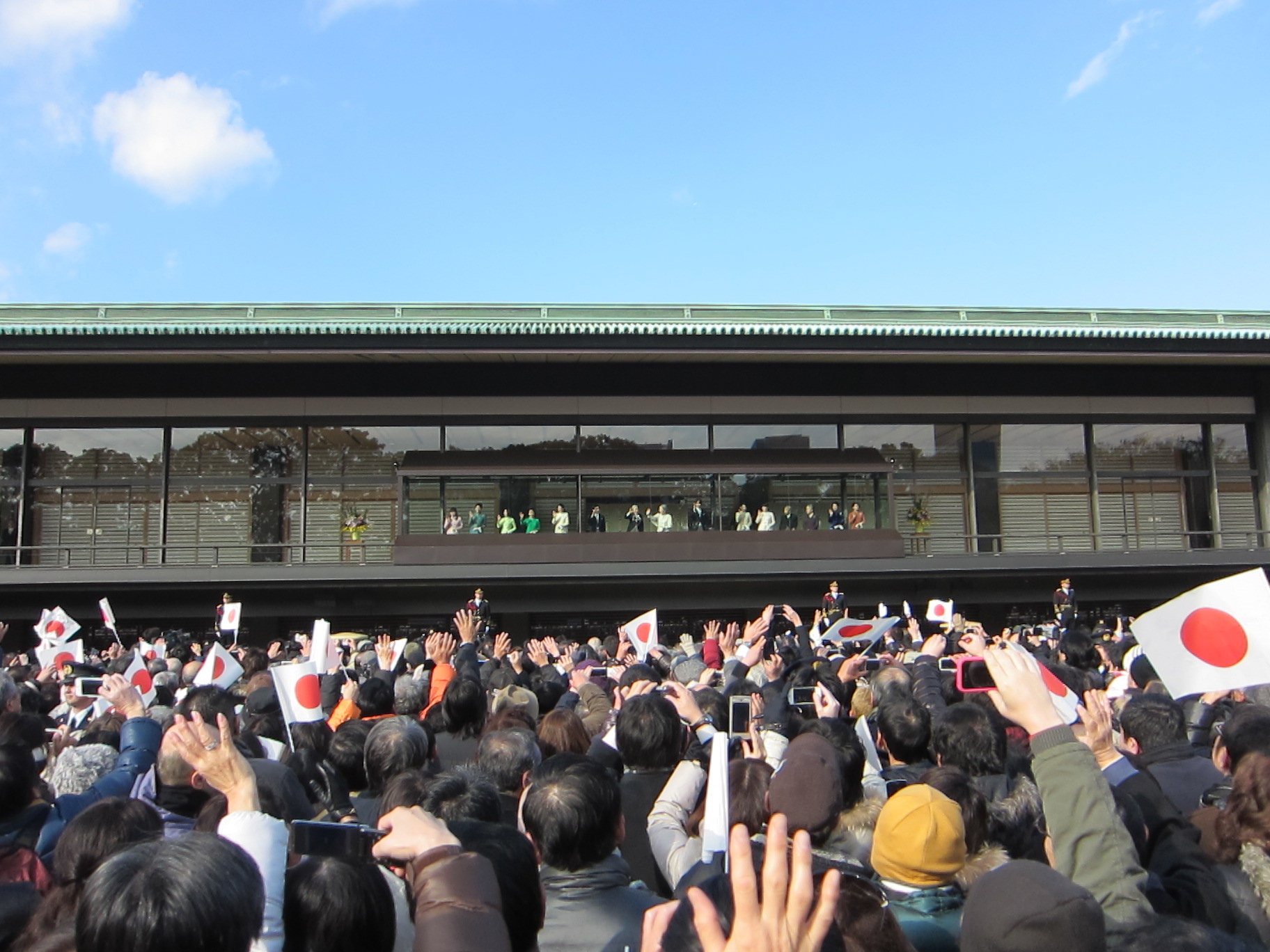
2012년 신년 일반참하에 참가한 일반인들
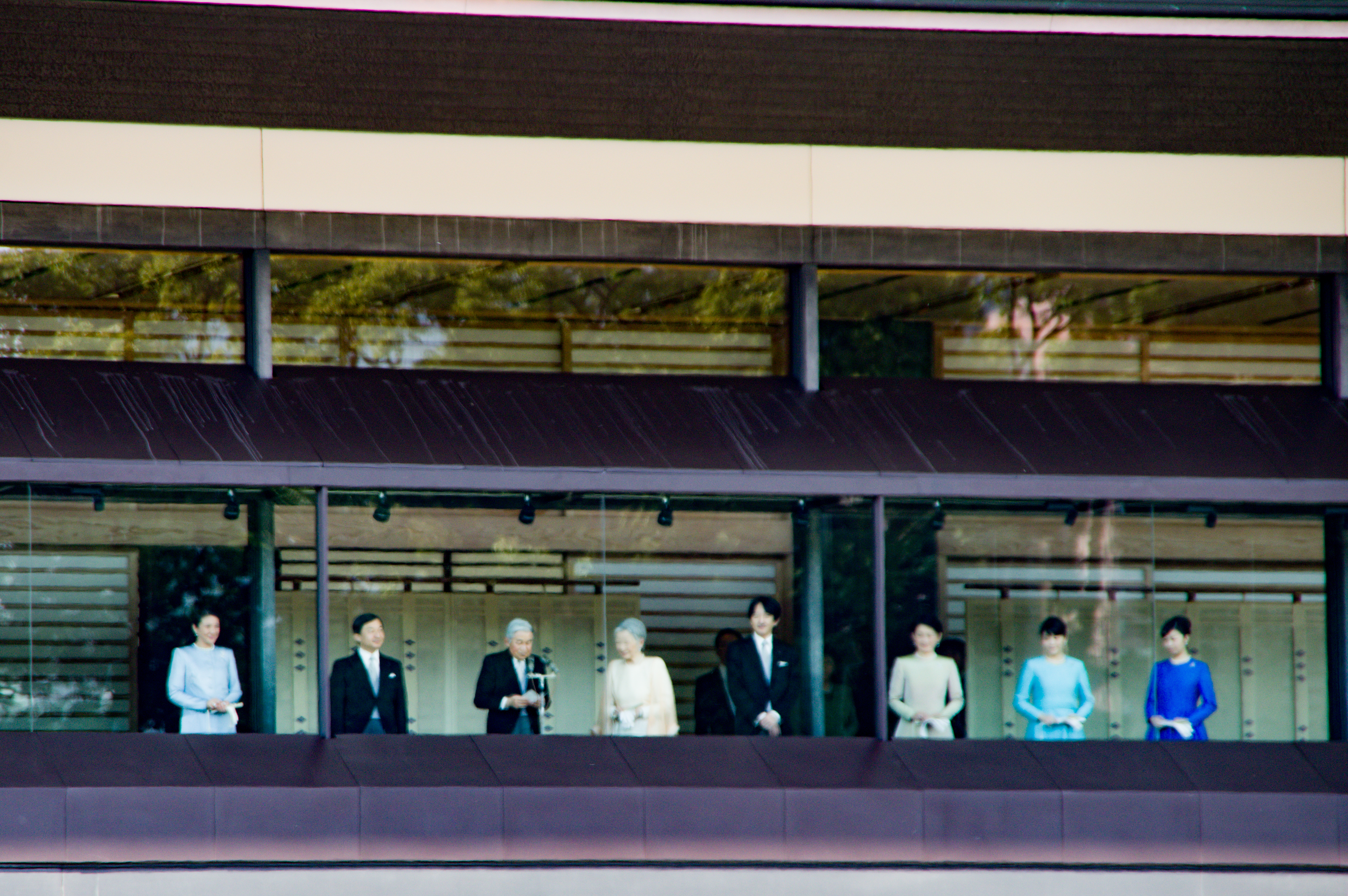
2016년 신년 일반참하에 등장한 천황과 황족들
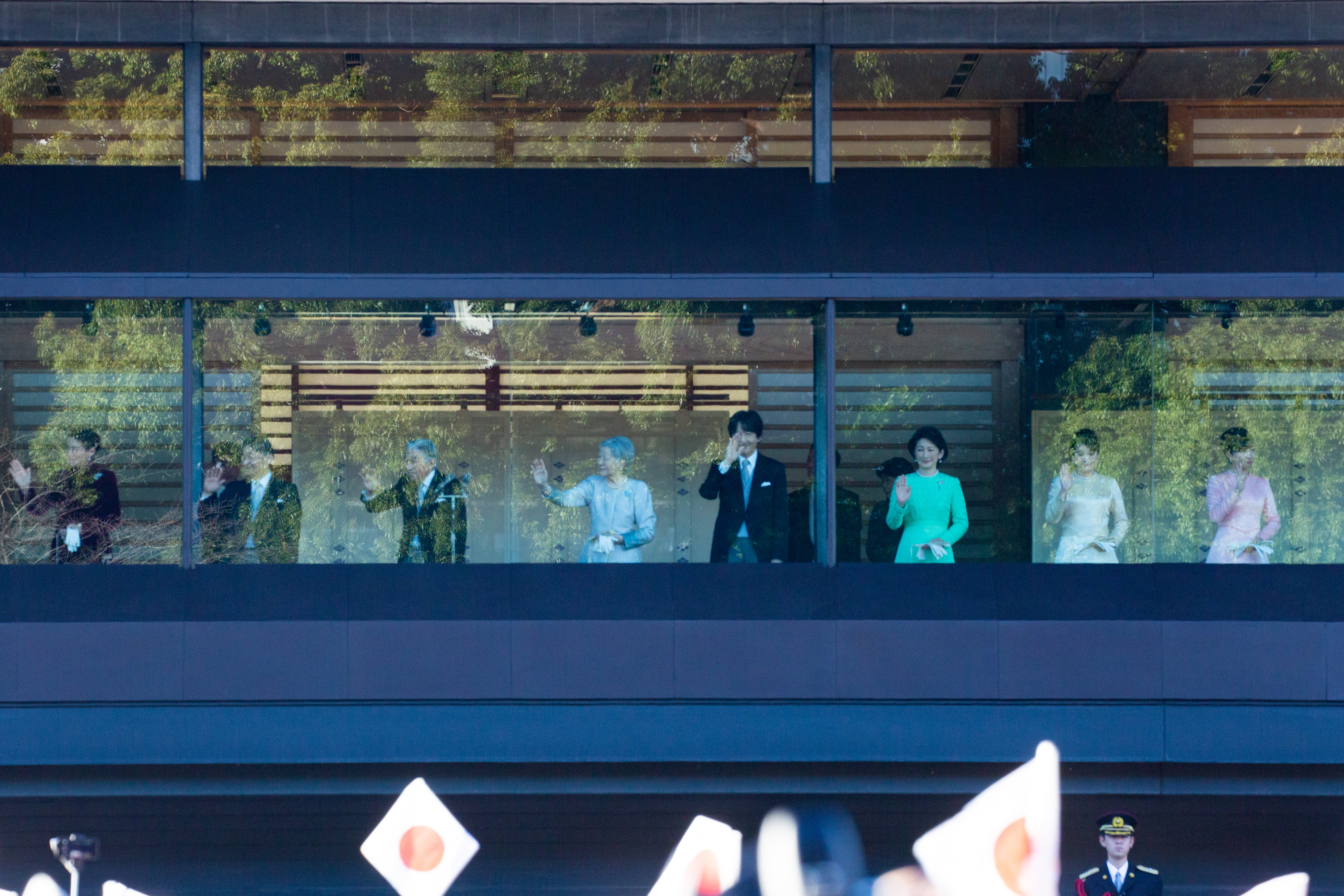
2019년 신년 일반참하에 등장한 천황과 황족들